# Mogwai Young Team
Mogwai Young Team ist das Debütalbum der schottischen Post-Rock-Band Mogwai. Es wurde im Oktober 1997 veröffentlicht.

## Stil
Größtenteils handelt es sich auf dem Album um Instrumentalstücke – lediglich R U Still in 2 It enthält Gesang –, hinzu kommen eher hintergründig gesprochene Worte auf anderen Stücken des Albums. Markant ist die Länge einiger Stücke (zwei haben eine Spielzeit von über zehn Minuten; zwei weitere von über sieben).
Musikalisch beschränken sich die meisten Stücke auf die Instrumente E-Gitarre, Bassgitarre, Schlagzeug sowie teilweise Klavier/Keyboard. Partiell kommen allerdings auch Instrumente wie Flöte oder Glockenspiel zum Einsatz.

## Rezeption
Das Album erhielt sehr gute Kritiken. So gab Allmusic der Platte viereinhalb von fünf Punkten, Pitchfork Media, anlässlich einer Neuauflage aus dem Jahr 2008, 9.2 von 10. Pitchfork führt das Album zudem auf seiner Liste der Top 100 Albums of the 1990s auf Platz 97.

## Albumcover
Das Albumcover zeigt einen Ausschnitt aus einem invertierten Foto von Brendan O’Hare, das den unteren Teil eines Hochhauses darstellt. Im Vordergrund befindet sich ein japanisches Reklameschild, auf dem „Fuji Bank“ steht.

## Titelliste
1. Yes! I Am a Long Way from Home – 5:57
2. Like Herod – 11:41
3. Katrien – 5:24
4. Radar Maker – 1:35
5. Tracy – 7:19
6. Summer – 3:28
7. With Portfolio – 3:10
8. R U Still in 2 It – 7:20
9. A Cheery Wave from Stranded Youngsters – 2:18
10. Mogwai Fear Satan – 16:19